# Церква Святих Бориса і Гліба (Санліс)
Церква Страстотерпців Бориса і Гліба у місті Санлісі (фр. Chapelle de la Charité) — чинна церква Єпархії Святого Володимира Великого УГКЦ Української Греко-католицької Церкви. Колишня каплиця при благодійній лікарні. Церква розташована поблизу Абатства Святого Венсана (Вінкентія) у Санлісі. Настоятель — ієрей Юрій Лещинський.

## Хронологія
- 1668–1771: будівництво госпіталю (Hôpital de la Charité de Senlis)

- 1706: укладання першого каменю (ця дата викарбувана на церкві)

- 1715: Освячення

- 1706–1887 каплиця при госпіталі

- 1887–1935: Муніципальній музей мистецтва та археології

- 1935–1956: Музей полювання

- 1983–2002: Муніципальні архіви

27 вересня 2013 року Єпархія Святого Володимира Великого в Парижі придбала будівлю, що пустувала з 2002 року.
У той самий час заснований Центр Анни Київської в Санліс. 
Весь комплекс, включаючи каплицю, був визнаний історичним пам'ятником 19 січня 1942 року.
З 11 вересня 2016 року у храмі відбуваються регулярні Богослужіння.
19 листопада 2016, Владика Борис Ґудзяк призначив отця Юрія Лещинського адміністратором храму свв. Бориса і Гліба. У 2019 році, декретом (19/027 від 1 лютого 2019) було засновано - Парафію свв. мучч. Бориса і Гліба (УГКЦ).

## Богослужіння
HORAIRES DES OFFICES
- Четвер / Jeudi
  - 18:30 – Таїнство покаяння (сповідь) / la confession
  - 19:00 – Божественна Літургія / Divine Liturgie
- Субота / Samedi
  - 08:00 – Божественна Літургія/(Панахида) / Divine Liturgie
    - 18:00 – сповідь / la confession

  - 19:00 – Вечірня / Veprês

- Неділя / Dimanche
  - 09:00 – Утреня / Matines
    - 10:00 –  сповідь / la confession

  - 10:30 - Божественна Літургія / Divine Liturgie

Великі свята у будень: о 19:00 - Божественна Літургія  
Настоятель: о. Юрій Лещинський   

## Світлини

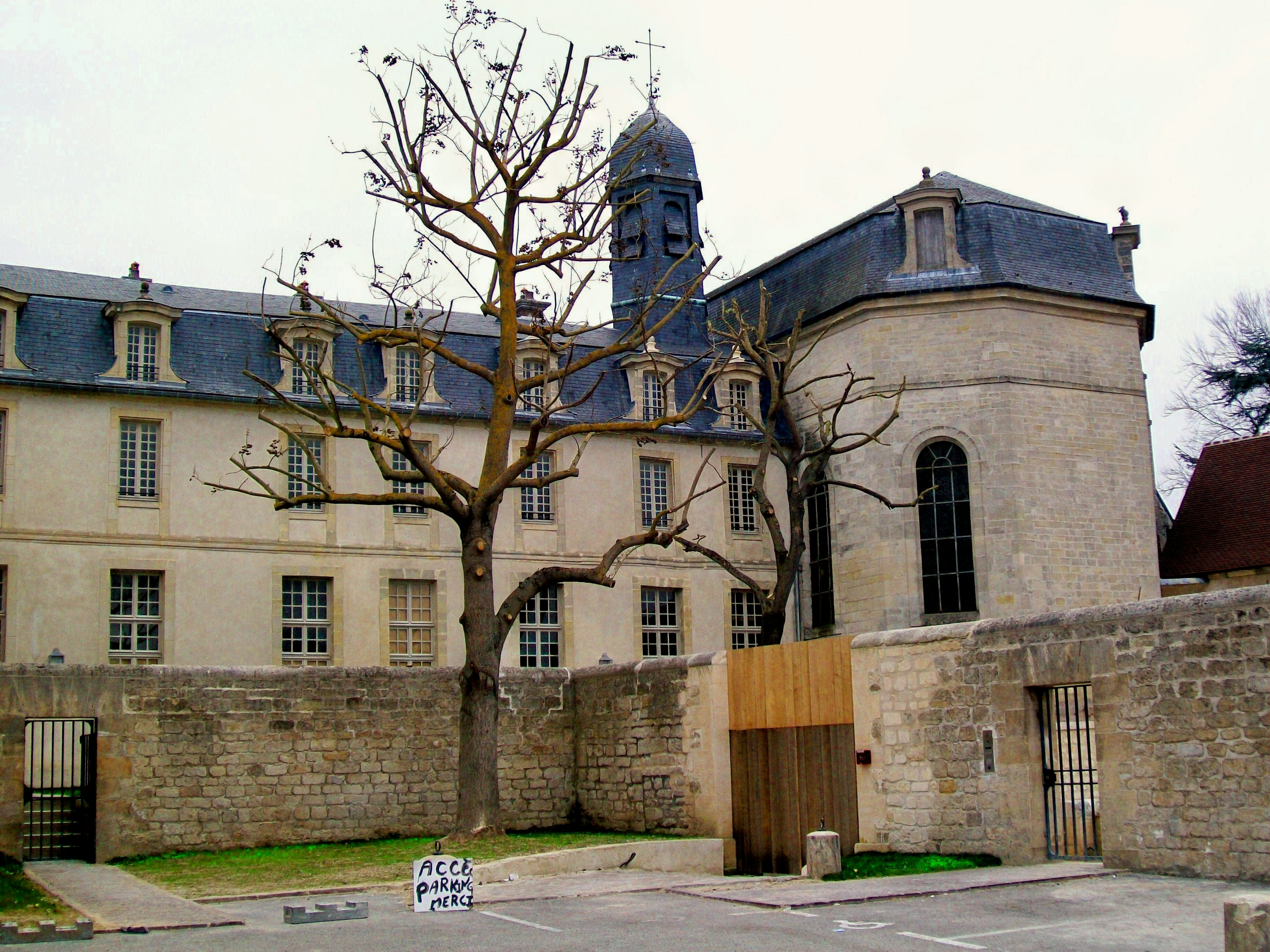
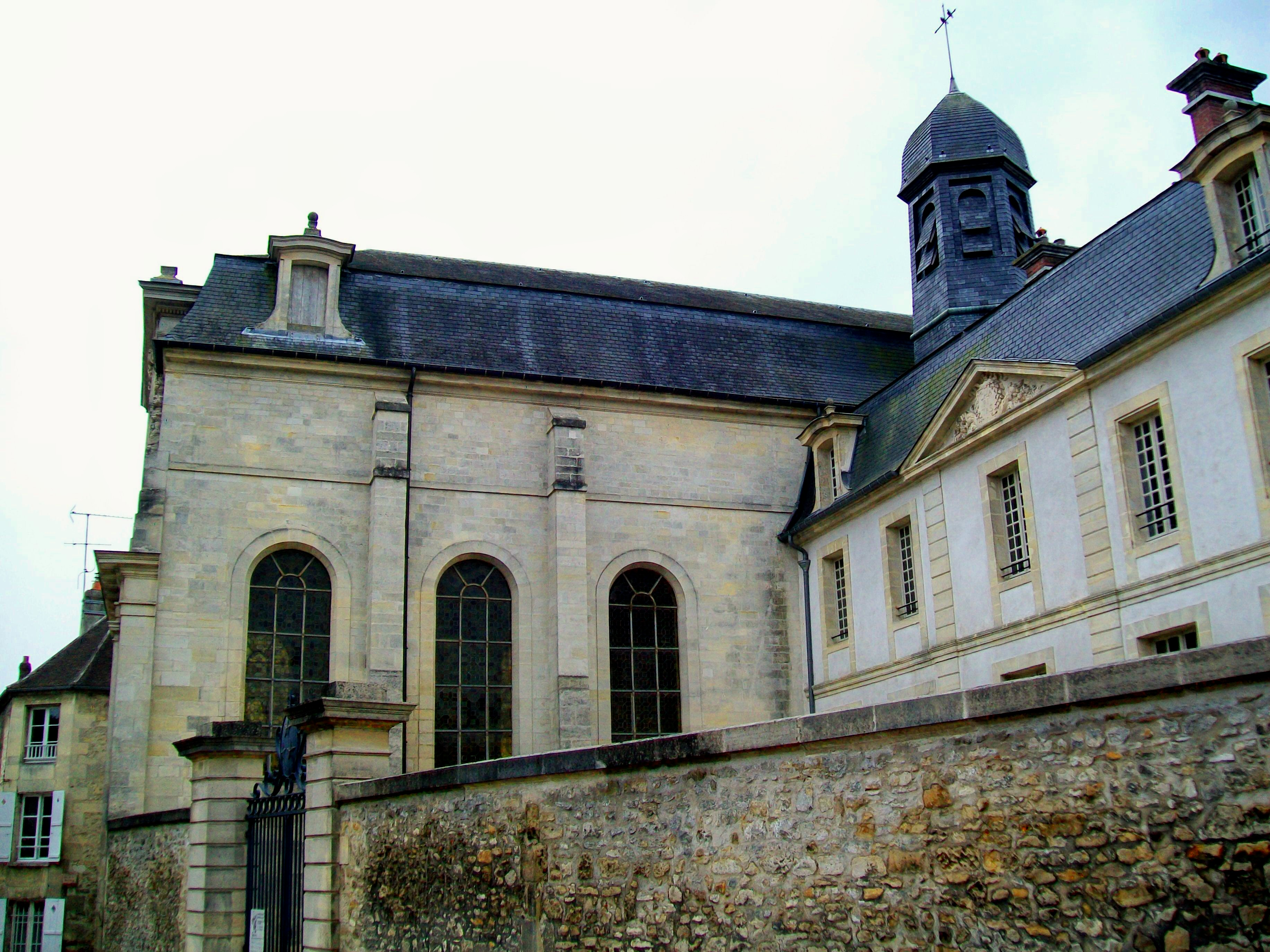
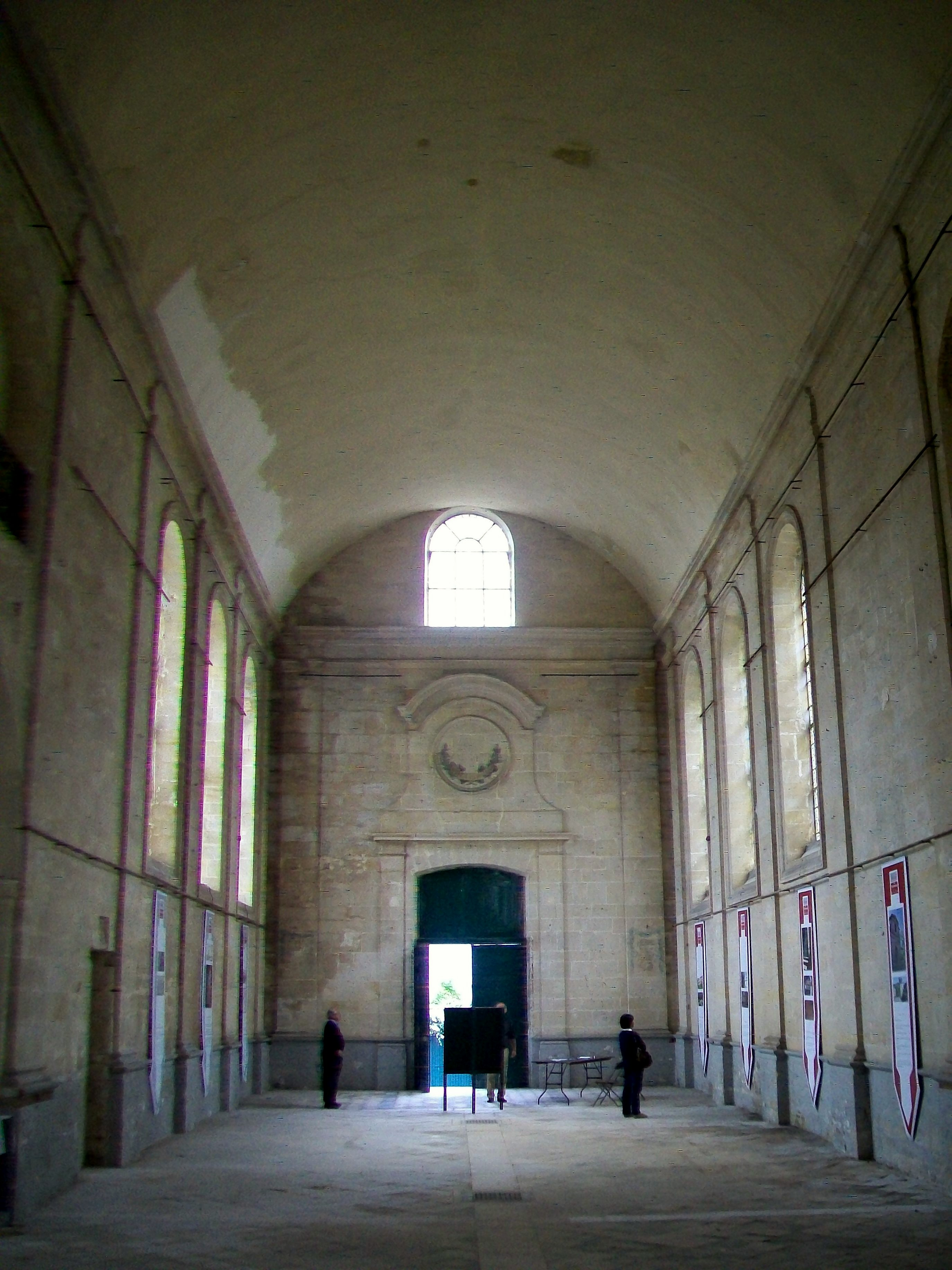
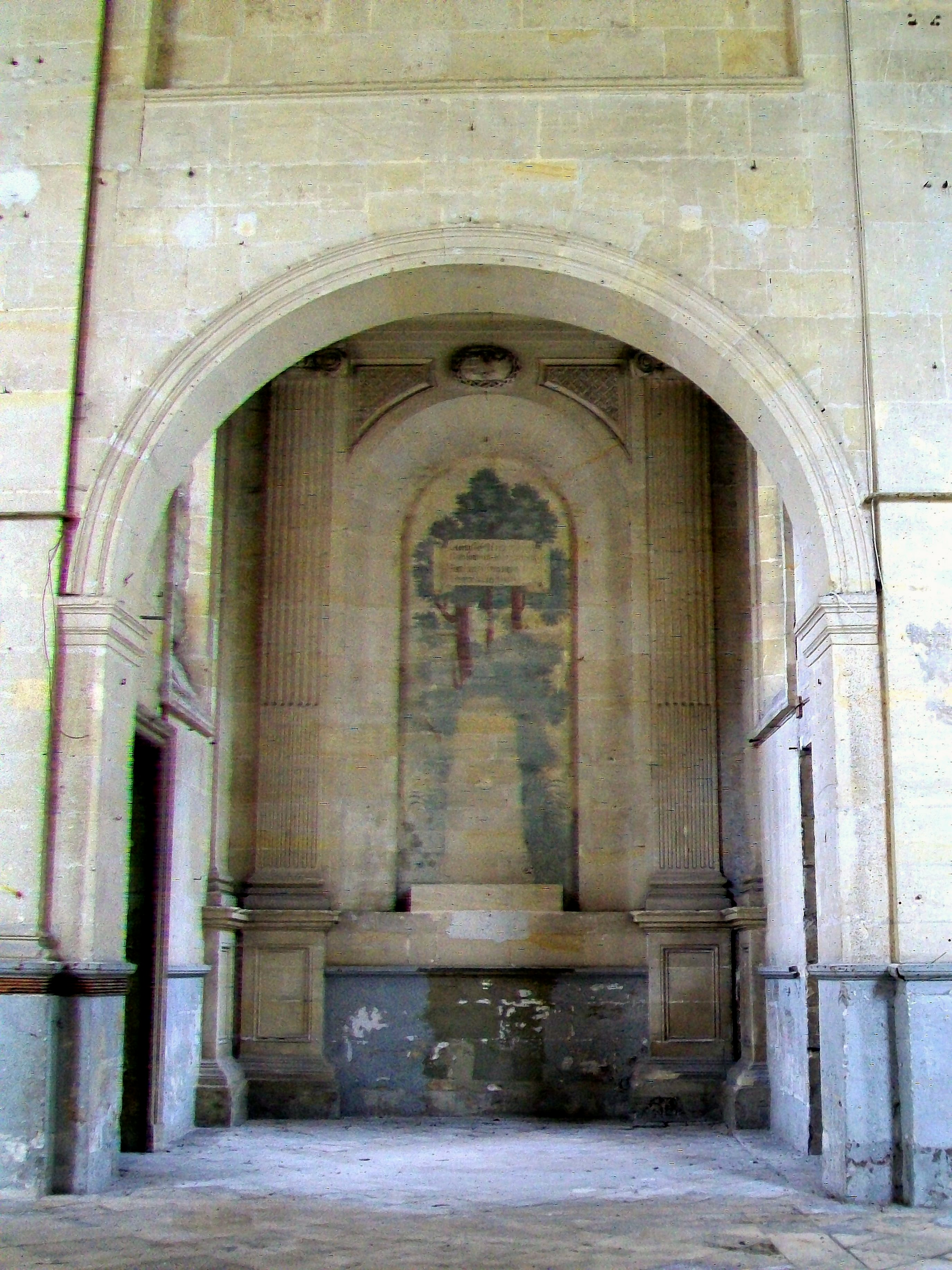